# جیمزتاون (کارولینای شمالی)
جیمزتاون (به انگلیسی: Jamestown) شهری در ایالت کارولینای شمالی کشور ایالات متحده آمریکا است که جمعیت آن در سرشماری سال ۲۰۱۰ میلادی، ۳٬۳۸۲ نفر بوده‌است.